# Phantom Siita
Phantom Siita (яп. ファントムシータ) — японская женская айдол-группа, состоящая из четырёх участниц, созданная и продюсированная певицей Адо.

## История

### Октябрь 2023 — июнь 2024: Создание группы
31 октября 2023 года на официальном аккаунте Адо в X было сделано объявление, что певица будет создавать собственную айдол-группу. На следующей неделе, 7 ноября, при поддержке агентства Адо Cloud Nine, начался набор участников.
Песней для прослушивания стала «Tot Musica» Адо. Около 4000 человек подали заявки. Концепцией группы стал «ретро-хоррор», а фанатским именем — Haine.
25 июня 2024 года были объявлены не только имена участниц, но и дата дебюта.

### Июнь 2024 — Март 2025: «Girlhood Memories» и первый мировой тур
26 июня 2024 вышел дебютный сингл «Otomodachi».
1 июля 2024 года был анонсирован первый сольный концерт «Hаine» в Ниппон Будокан, который состоялся 1 ноября.
31 июля 2024 вышел второй сингл «Just Wanna xxxx With You», и в тот же день группа появилась на телевидении в программе Hirunandes в качестве гостей.
19 августа 2024 в прямом эфире на открытой площадке Odaiba Adventure King была представлена песня «Devilish Girl».
28 августа 2024, в день выхода «Devilish Girl», Phantom Siita впервые вживую выступила на телевидении DayDay с треком «Otomodachi». Также в этот день был анонсирован первый альбом «Girlhood Memories».
Последние 3 альбомных сингла «Hanabami», «Conflicting» и «Zoku Zoku» вышли 27 сентября, 10 октября и 25 октября соответственно.
В сентябре группа выступила на Strawberry Stage JAM EXPO 2024 и на Idol Special Live.
16 октября 2024 группа стала участницей специальной программы «Ameoto», посвящённой пятилетию Cloud Nine.
30 октября 2024 вышел дебютный альбом «Girlhood Memories».
Первый сольный концерт «Haine» состоялся 1 ноября 2024, и после него был анонсирован первый мировой тур «Moth to a flame», который состоялся в январе-феврале 2025 года.
В декабре группа приняла участие в мероприятиях «Akuma Night», COUNTDOWN JAPAN 24/25 и выступила в 8-м песенном конкурсе «Momoiro Uta gassen».
21 марта 2025 года был анонсирован тур по Японии «Flame medusa», который состоится в июле-августе.

### Апрель 2025 — август 2025: Мейджор-дебют, изменения в составе, первый тур по Японии
27 марта был анонсирован трек «Suki, kirai». 25 апреля стало известно, что он выйдет 9 мая под лейблом Virgin Music (принадлежит Universal Music).
17 мая стало известно, что одна из участниц, Хисуи, покинет группу 31 мая в связи с проблемами со здоровьем. Фанаты группы прощались с участницей, публикуя в X посты с хэштегом #灯翠ありがとう (#СпасибоХисуи), а хэштег #灯翠ちゃん (#Хисуи-чан) занял 4-е место в категории «Музыка | Тренды» в японском сегменте X.
Несмотря на то, что формально Хисуи ещё являлась членом группы, она не выступала на JAM 2025.
Сингл «Doppelganger» («Sokkuri-san»), выпущенный 9 июля не только на стриминговых сервисах, но и на компакт-дисках вместе с синглом «Suki, kirai», стал последним релизом группы, в котором принимала участие Хисуи.

## Состав
• Миу (美雨) (26 июня 2024 — н.в)
• Мона (もな) (26 июня 2024 — н.в)
• Мока (百花) (26 июня 2024 — н.в)
• Ринка (凛花) (26 июня 2024 — н.в)
Бывшие участницы:
• Хисуи (灯翠) (26 июня 2024 — 31 мая 2025) — покинула группу в связи с проблемами со здоровьем.

## Дискография
Альбомы
| Название                                                       | Детали                                                                        | Пик в чартах | Пик в чартах |
| Название                                                       | Детали                                                                        | JPN          | JPN Hot      |
| -------------------------------------------------------------- | ----------------------------------------------------------------------------- | ------------ | ------------ |
| Girlhood Memories (яп. 少女の日の思い出 Shōjo no Hi no Omoide) | - Релиз: 30 октября 2024 - Лейбл: Cloud Nine - Форматы: CD, цифровой стриминг | 10           | 10           |

Синглы
| Оригинальное название сингла | Английская локализация     | Год  | Альбом                                         |
| ---------------------------- | -------------------------- | ---- | ---------------------------------------------- |
| «Otomodachi»                 | -                          | 2024 | «Shoujo no Hi no Omoide» («Girlhood Memories») |
| «Kimi to ×××× shitai dake»   | «Just Wanna ×××× With You» | 2024 | «Shoujo no Hi no Omoide» («Girlhood Memories») |
| «Mashou Shoujo»              | «Devilish Girl»            | 2024 | «Shoujo no Hi no Omoide» («Girlhood Memories») |
| «Hanabami»                   | -                          | 2024 | «Shoujo no Hi no Omoide» («Girlhood Memories») |
| «Otome Shinjyu»              | «Conflicting»              | 2024 | «Shoujo no Hi no Omoide» («Girlhood Memories») |
| «Zokuzoku»                   | «Zoku Zoku»                | 2024 | «Shoujo no Hi no Omoide» («Girlhood Memories») |
| «Suki, kirai»                | -                          | 2025 | Внеальбомный сингл                             |
| «Sokkuri-san»                | «Doppelganger»             | 2025 | Внеальбомный сингл                             |

## Фильмография
| Год  | Название     | Роль  | Примечания |
| ---- | ------------ | ----- | ---------- |
| 2025 | Dear my baby | камео | без Хисуи  |

## Концертные туры
• Японский тур Адо 2024 «モナ・リザの横顔» (как приглашённые исполнители)
• Мировой тур 2025 «Moth to a flame»
• Японский тур 2025 «Flame medusa»

## Награды и номинации
| Год  | Номинант      | Премия                     | Результат |
| ---- | ------------- | -------------------------- | --------- |
| 2025 | Мона          | TOP 200 FEMALE IDOLS       | 102 место |
| 2025 | Миу           | TOP 200 FEMALE IDOLS       | 103 место |
| 2025 | Phantom Siita | Dig New Icon Awards 2025SS | Победа    |